# TER 200
TER 200 est le nom commercial de certains trains express régionaux, du réseau TER Grand Est (anciennement TER Alsace), circulant entre Strasbourg et Bâle. 
Ces TER, assurés par du matériel Corail, ont la particularité d'atteindre 200 km/h (V200), alors que la vitesse des TER ne dépasse pas 160 km/h sur ligne classique. La V200 peut être atteinte sur la grande majorité du parcours (123 km sur les 142 km séparant Strasbourg et Bâle) compte tenu du tracé rectiligne et de l'absence de passages à niveau sur la ligne de Strasbourg à Bâle.
Jusqu'au 3 avril 2016, certains TER 200 étaient prolongés jusqu'à Nancy, d'autres jusqu'à Luxembourg via Metz.

## Historique
Le service « Métralsace », inspiré du « Métrolor » lorrain, est créé en septembre 1980. Il s'agit de cinq aller-retours quotidiens entre Strasbourg et Mulhouse, avec un nombre réduit d'arrêts : Sélestat, Ribeauvillé, Colmar et Bollwiller.
Le « Métralsace » est assuré par des rames RIB 76 et RIB 80 tractées par des locomotives BB 16500.
Dès 1982, le « Métralsace » est prolongé vers Saint-Louis et Bâle SNCF. Il a également été envisagé de prolonger certains trains jusqu'à Belfort et Montbéliard, sans que le projet ne se concrétise.

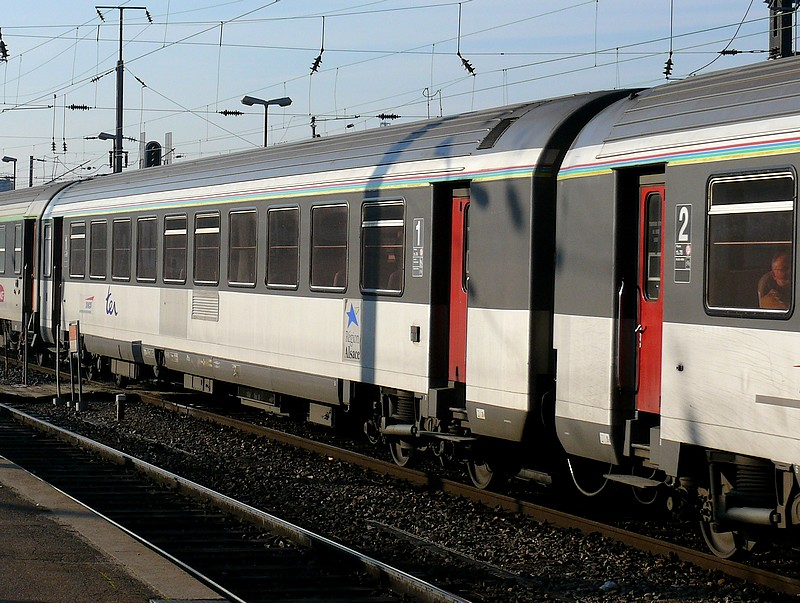
Voitures Corail portant l'ancienne livrée TER Alsace.

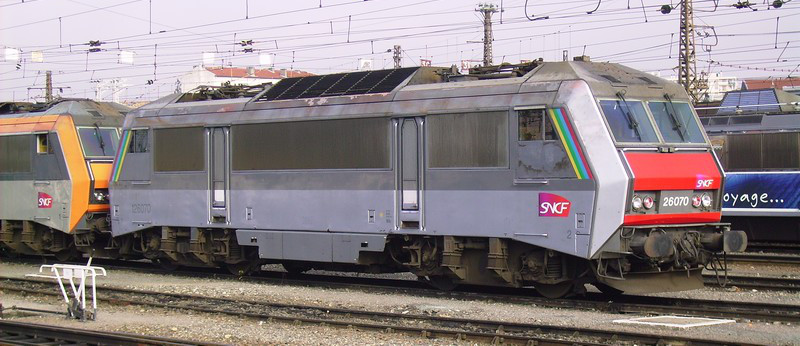
La BB 26070 en livrée spéciale TER 200. Cette machine a depuis été repeinte en livrée Carmillon.

Après des travaux (notamment le renforcement de la caténaire et des voies, des suppressions de passages à niveau, l'adaptation de certains ouvrages d'art, l'installation de la préannonce (gérée par le KVB) et la mise à niveau des équipements de sécurité), le tronçon de Strasbourg à Mulhouse peut être parcouru à 200 km/h. La participation de la région Alsace est de 86 millions de francs, soit 78 % des investissements globaux. Le reste est pris en charge par la SNCF. Ainsi à partir du 26 septembre 1991, des rames Corail tractées par des BB 26000 remplacent les anciennes rames du « Métralsace » limitées à 120 km/h. Ce nouveau service prend le nom de « TER 200 ». Il s'agit du premier train régional roulant à 200 km/h.
Dans le cadre du lancement du TER 200 et du tournage d'un spot publicitaire, la BB 26070 est repeinte dans une livrée créée spécialement pour l'occasion. Les voitures Corail du service revêtent également une livrée particulière avec deux tons de gris, portes rouges, bandeau TER et logo de la région Alsace. 
Les rames sont alors composées de quatre voitures Corail, à raison de six aller-retours par jour dont quatre jusqu'à Bâle. Le succès commercial du TER 200 est immédiat grâce au gain de temps et au confort des voitures Corail. 
Le 25 septembre 1994, certains TER 200 sont prolongés depuis Strasbourg jusqu'à Nancy. 
La même année, le service atteint dix aller-retours par jour entre Strasbourg et Mulhouse, puis douze en 1995 grâce au renforcement de quatre nouvelles rames. En 1998, une première étape de cadencement entre en vigueur, avec un train toutes les heures entre Strasbourg et Mulhouse. On compte alors seize aller-retours et six mille voyageurs quotidiennement.
L'année 2002 voit la mise en service à 200 km/h du tronçon entre Mulhouse et Saint-Louis, accompagné de la mise en place du cadencement intégral : les trains partent à heures fixes de Mulhouse et de Strasbourg.

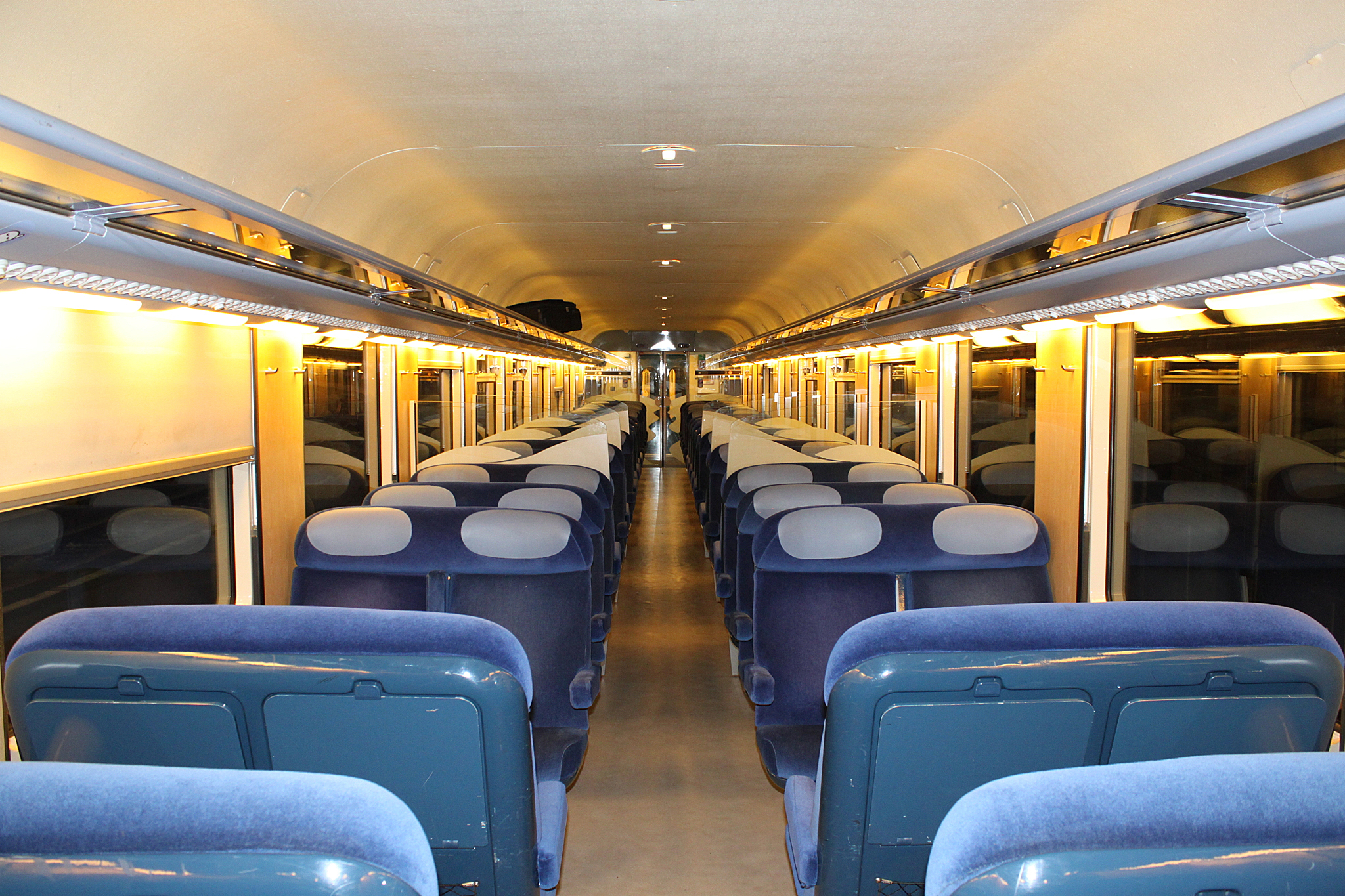
Intérieur classe d'une voiture Corail rénovée TER Alsace.

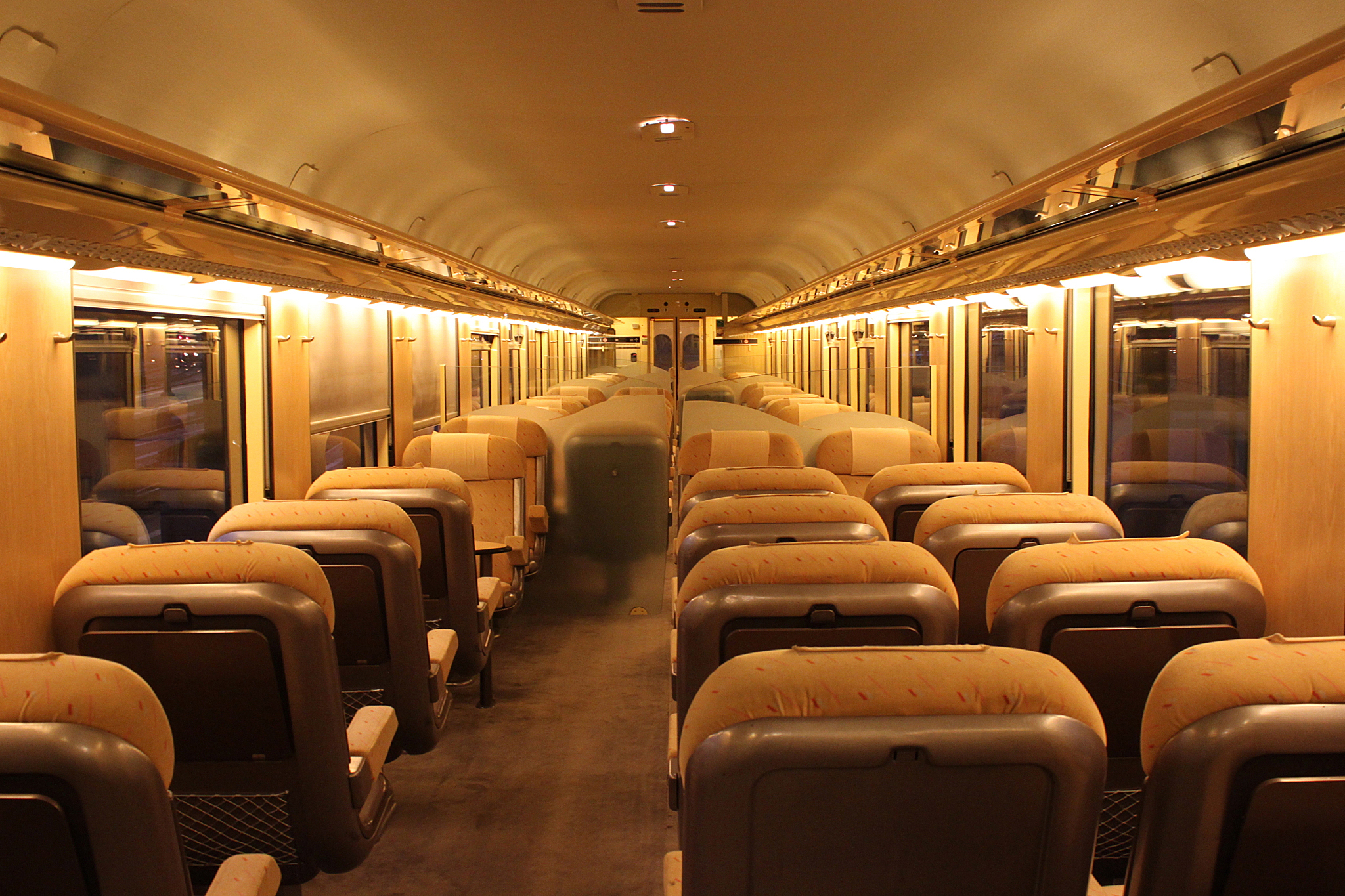
Intérieur 1re classe d'une voiture Corail rénovée TER Alsace.

À compter de 2006, les voitures Corail sont modernisées, et en 2008 la composition des rames est modifiée pour permettre la réversibilité.
Depuis le passage à l'horaire d'hiver en 2007, les vélos sont interdits dans certains trains aux heures de pointe. Cette interdiction est la conséquence d'un manque de capacité d'emport des vélos dans les rames (chaque voiture dispose de deux places, auxquelles s'ajoutent six places dans les voitures-pilotes). Selon la SNCF, l'affluence des vélos provoquait des problèmes de sécurité en empêchant la circulation entre les voitures.
Cette interdiction a provoqué de vives protestations, la mesure étant jugée contraire aux besoins du développement durable et notamment aux engagements du Grenelle de l'environnement. Pour inciter les usagers à laisser leurs vélos en gare, la SNCF a remboursé la première année l'abonnement aux parkings surveillés dans les gares de Mulhouse et Strasbourg aux abonnés TER sur la relation. De plus, elle a assoupli son intention d'origine : le nombre de trains concernés par l'interdiction a été revu à la baisse, alors que tous les trains aux heures de pointe (de 6 h à 8 h 30 et de 16 h à 18 h) devaient l'être.
Le 10 décembre 2011, l'EuroCity Jean Monnet (295, 296) qui effectuait la relation Bruxelles – Luxembourg – Metz – Strasbourg – Bâle est supprimé. Il est remplacé par un TER 200 (conservant le même numéro de circulation) limité au parcours Luxembourg – Metz – Strasbourg  – Bâle.
Les TER 200 qui se prolongeaient jusqu'à Nancy ou jusqu'à Metz et Luxembourg sont supprimés au nouveau service horaire du 3 avril 2016. Certains trains de la relation Strasbourg – Nancy sont cependant toujours assurés par des rames de type TER 200, sans pour autant continuer à en hériter de la dénomination commerciale.
Les trains internationaux EuroCity Vauban (90, 91) et Iris (96, 97) qui reliaient Bâle à Bruxelles via Colmar, Strasbourg, Metz et Luxembourg entraient dans le cadencement du service TER 200. Ces trains sont également supprimés le 3 avril 2016 (dernier jour de circulation le 2 avril) en prévision de la mise en service de la LGV Est européenne.

## Matériel

### Composition des rames

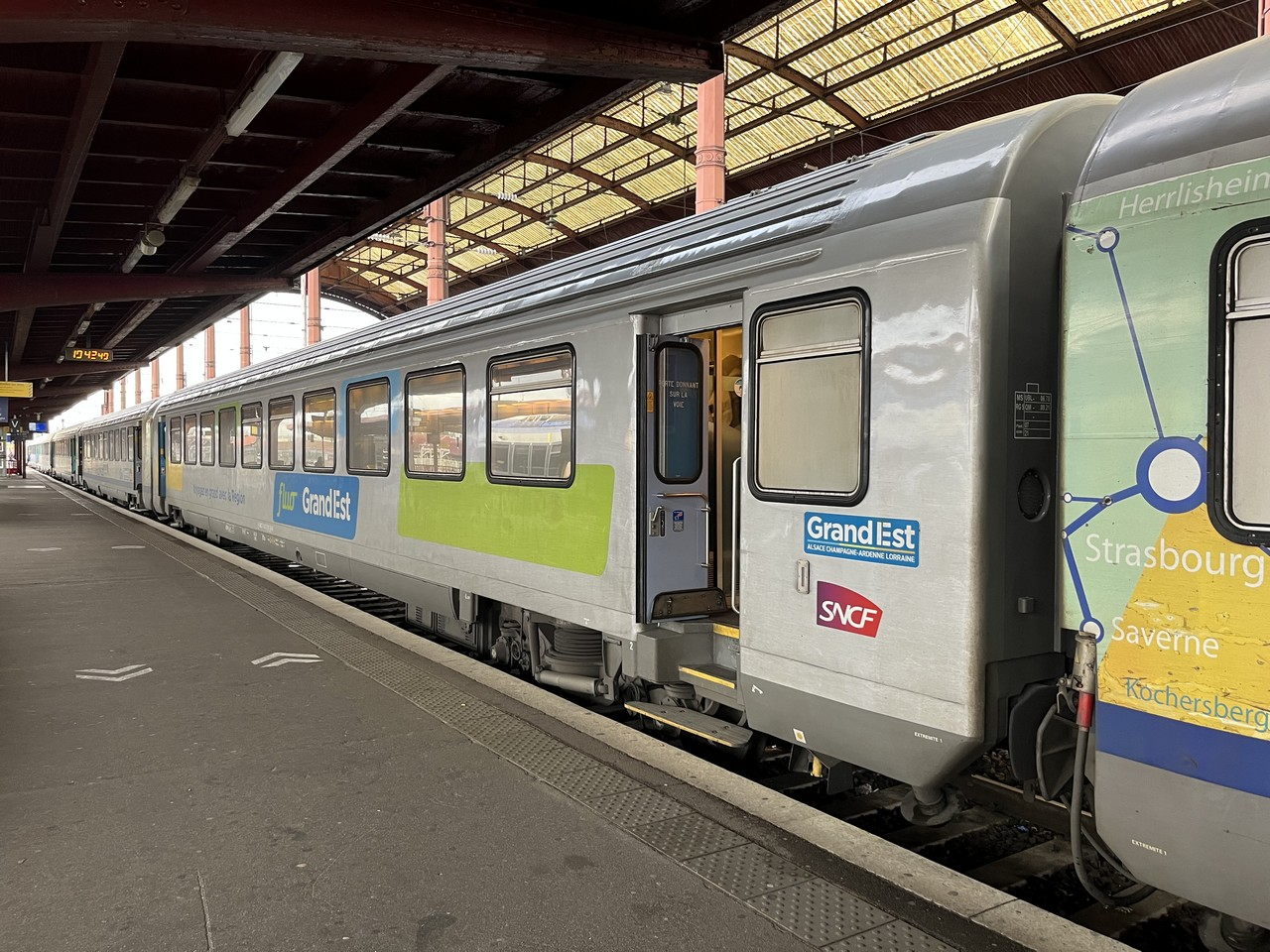
Voiture Corail nouvelle livrée Fluo Grand Est.

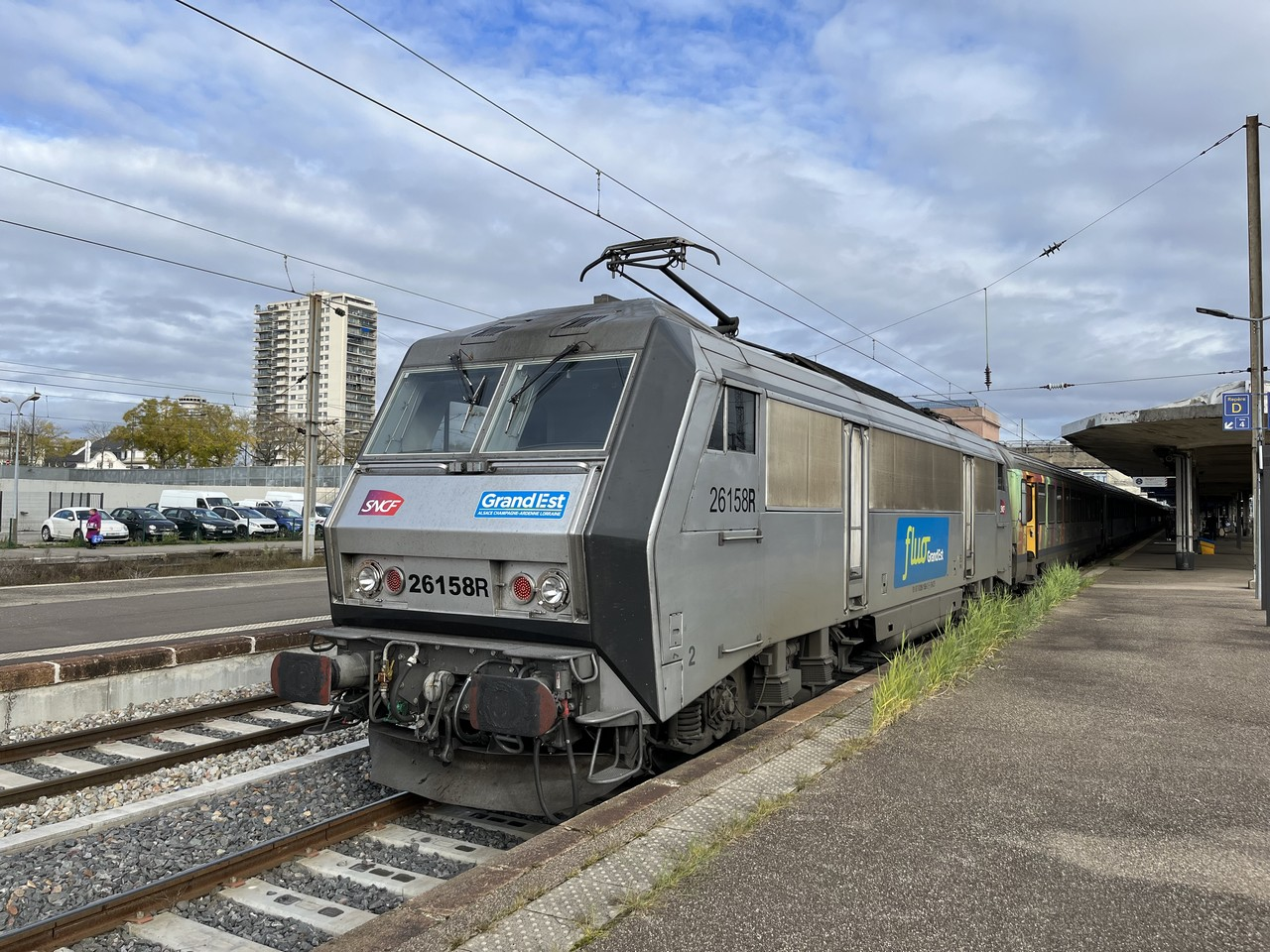
La BB 26158 portant la nouvelle livrée TER noire avec logo Fluo Grand Est.

Les rames sont, depuis décembre 2011, composées de six à dix voitures Corail et d'une locomotive BB 26000. Ces rames sont constituées de :
- 1 voiture-pilote de 2e classe (compartiments ouverts), disposant de 40 places, d'aménagements pour les personnes à mobilité réduite (places réservées, toilettes) et de six emplacements pour les vélos ;
- 4 à 8 voitures de 2e classe (salle) d'une capacité de 88 places et disposant de deux emplacements pour les vélos ;
- 1 voiture de 1re classe (salle), d’une capacité de 60 places et toujours placée derrière la locomotive.

La capacité d'une rame dans cette configuration est donc de 452 à 804 places, dont 392 à 744 en 2e classe. Elle peut emporter jusqu'à 22 vélos.
Les rames de six voitures étaient couramment envoyées vers Nancy et Metz où la demande était moins forte que sur Mulhouse et Bâle, de plus certaines gares desservies ont des quais trop courts pour les trains de huit ou dix voitures. Elles disposent souvent du marquage UIC 200+ sur leur caisse qui montre leur aptitude à circuler à V200 en composition raccourcie (quatre ou cinq caisses) grâce à des amortisseurs anti-lacet sur les bogies ainsi que des anti-enrayeurs essieu par essieu.
Toutes les voitures Corail du TER 200 ont été rénovées à partir de 2006 avec fauteuils dotés d'un nouveau revêtement, bleu en 2e et beige en 1re, boiseries, prises électriques et rideaux remplacés par des stores. Les voitures rénovées ont également reçu une nouvelle livrée basée sur la livrée TER grise et bleue mais avec des motifs choisis par le Conseil régional d'Alsace. Certaines rames comprennent également des voitures Corail Plus.
Le parc comprend treize voitures-pilotes, cent douze voitures VTU et 21 voitures VU.

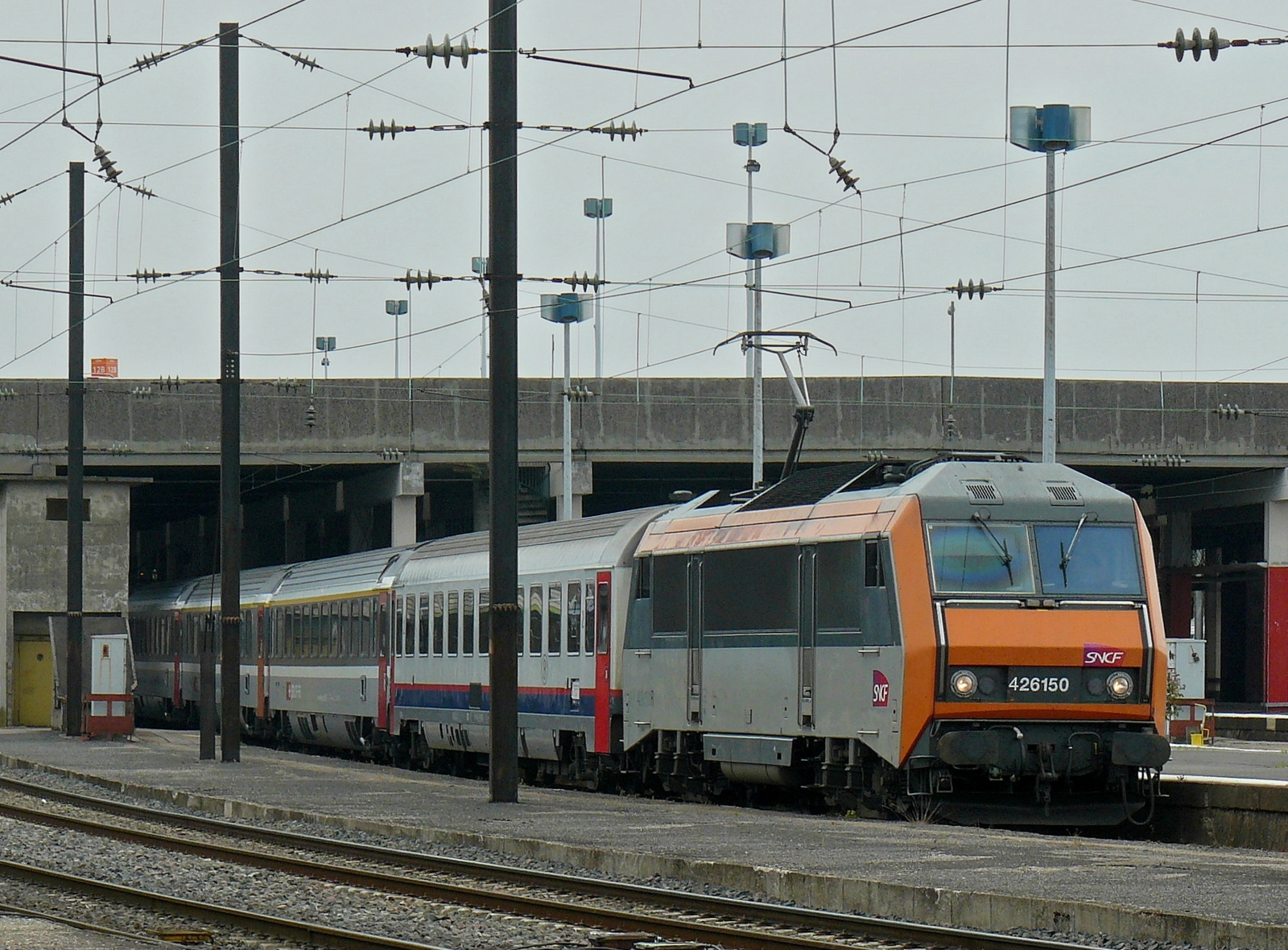
L'EC Vauban en gare de Metz-Ville. Composé de voitures belges et suisses et tracté par une BB 26000 française, ce train entrait dans le cadencement du TER 200.

Les trains EuroCity qui entraient dans le cadencement du service étaient tractés par une BB 26000 mais composés de voitures belges ou suisses. Ils ne comportaient pas de voiture-pilote (les rames n'étaient pas réversibles).

### Voitures-pilotes

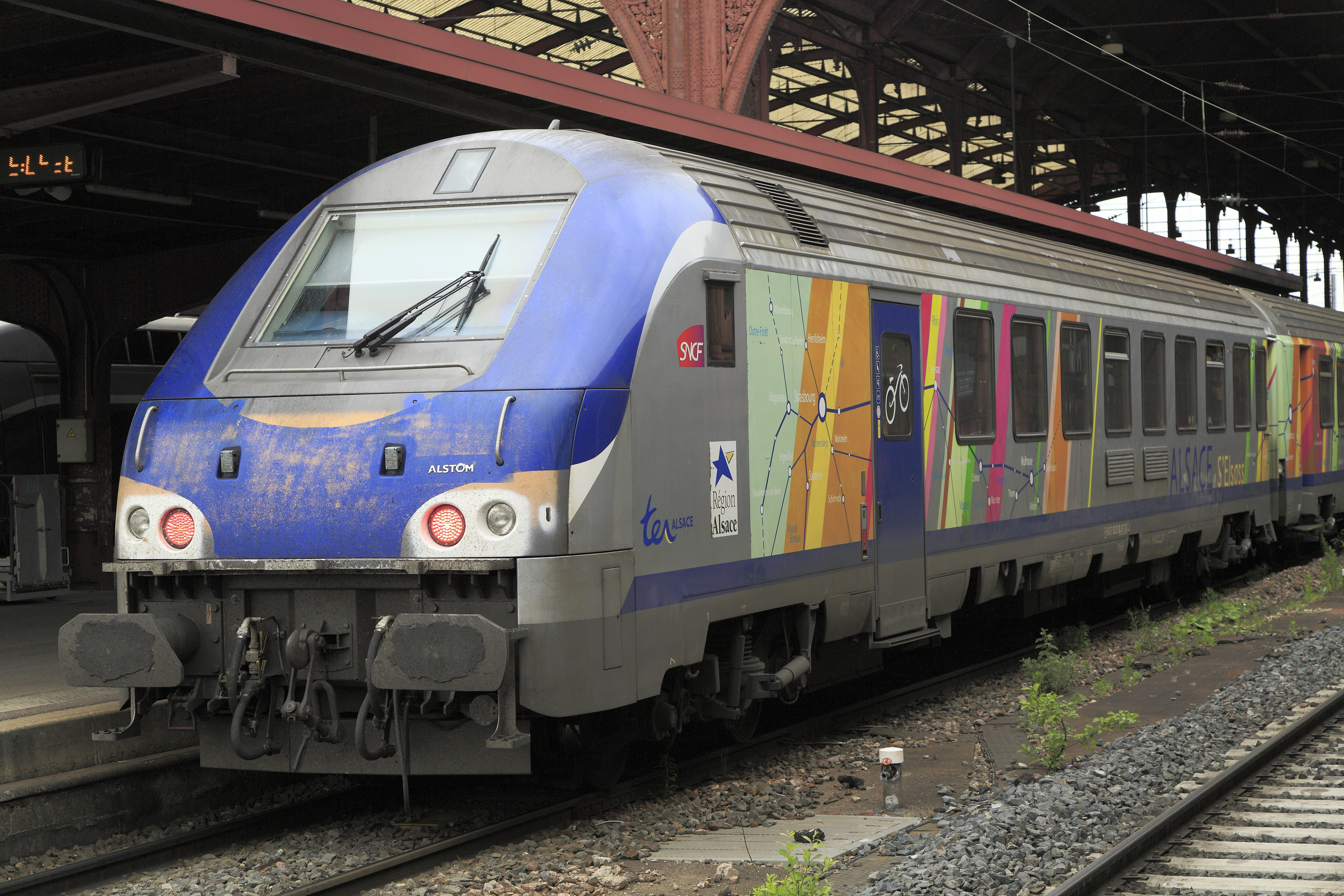
Une voiture-pilote en gare de Strasbourg.

En 2008, les rames ont été progressivement équipées de voitures-pilotes B5uxh pour assurer les services TER 200 en réversibilité (la locomotive n'a pas à passer d'une extrémité à l'autre du train dans les gares terminus pour repartir dans l'autre sens), dans l'objectif de gagner en régularité, en diminuant les temps de manœuvre. Fournies par Alstom, elles proviennent de la modification d'anciennes voitures équipés de fourgons. Elles ont été en partie fabriquées à l'usine ferroviaire de Reichshoffen en Alsace. Une cabine de conduite a été ajoutée ; elles disposent d'aménagements nécessaires aux personnes à mobilité réduite, aussi bien pour l'accès au train que pour le déroulement du voyage. Elles disposent aussi d'un emplacement pour ranger six vélos. La mise en service commercial des rames TER 200 réversibles a eu lieu le 21 avril 2008.
La modification a nécessité l'installation de nouveaux pantographes 25 kV 50 Hz sur les BB 26000, de type AX, développés par Faiveley. L'ancien modèle posait des problèmes lorsque la locomotive poussait la rame, du fait de sa traînée aérodynamique.

## Service

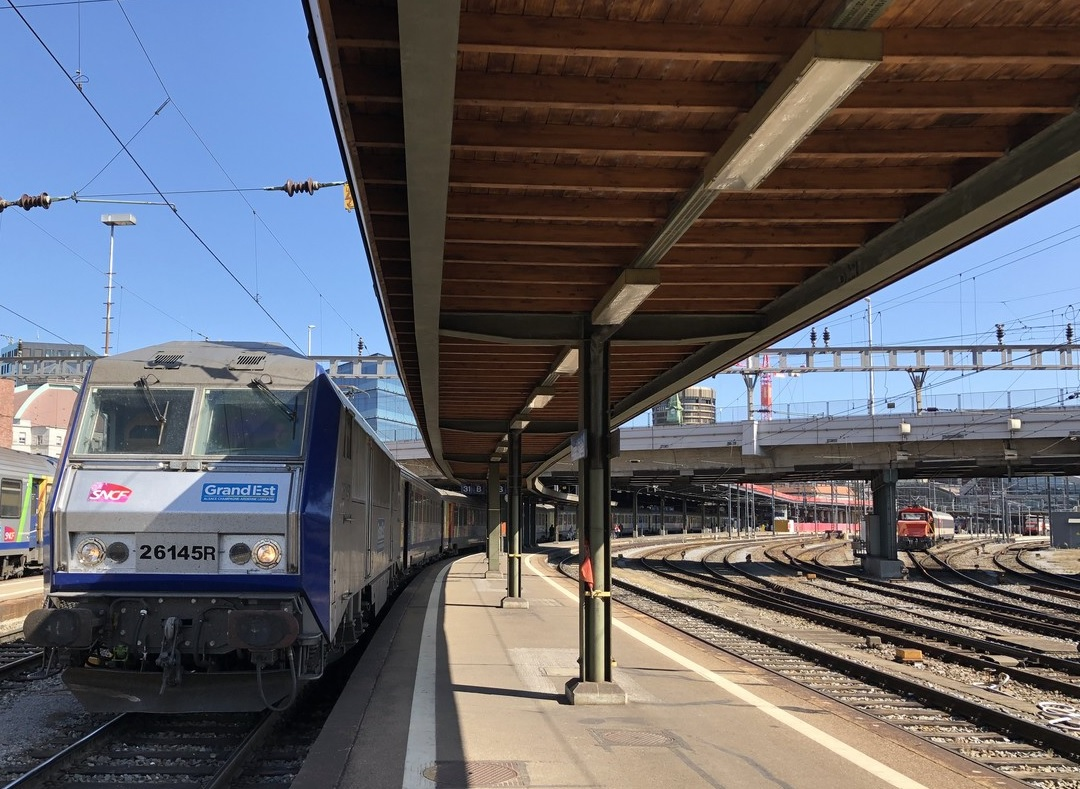
Un TER 200 en gare de Bâle.

En semaine, le service TER 200 est cadencé à la demi-heure entre Strasbourg et Mulhouse. Il comporte vingt allers-retours quotidiens. Les trains circulent entre 5 h et minuit. Le service est complété à certaines heures par des TER semi-directs. Le week-end, le cadencement est moins strict avec, en moyenne, un train TER 200 toutes les deux heures, des TER semi-directs circulant aux heures intermédiaires, sauf le dimanche soir, où les TER 200 sont cadencés à l'heure ou à la demi-heure en direction de Strasbourg.
Généralement, les trains desservent Strasbourg-Ville, Sélestat, Colmar, Mulhouse-Ville, Saint-Louis et Bâle SNCF. Par ailleurs, les gares de Benfeld, Erstein, Rouffach et Bollwiller sont desservies par des TER omnibus ou semi-directs ; seuls quelques TER 200 s'y arrêtent.
Jusqu'au 3 avril 2016, les trains se dirigeant vers Nancy desservaient également les gares de Saverne, Réding, Sarrebourg et Lunéville. Les gares de Brumath, Lutzelbourg et Igney - Avricourt étaient desservies seulement par certains TER 200.
Les trains à destination de Luxembourg desservaient les gares de Saverne, Réding, Morhange, Metz-Ville et Thionville. Là encore les gares de Brumath et de Lutzelbourg n'étaient pas desservies par tous les TER 200.

### Avenir
La SNCF, en collaboration avec les CFF, va desservir l'aéroport international de Bâle-Mulhouse (EuroAirport) avec, entre autres, des TER 200. La mise en service du raccordement et de la gare concernés est prévue vers 2028,,.

### Parcours
Les TER 200 circulent sur la ligne de Strasbourg-Ville à Saint-Louis et Bâle (ligne 3).
Les trains à destination de Nancy empruntaient ensuite la ligne de Paris à Strasbourg (ligne 1) entre Strasbourg et Nancy, tandis que les trains pour Luxembourg empruntaient la ligne de Réding à Metz-Ville et son prolongement, la ligne de Metz-Ville à Zoufftgen (ligne 3 Nord).

### Meilleurs temps de parcours
- Strasbourg – Bâle : 1 h 15 min
- Strasbourg – Mulhouse : 51 min